# エスタディオ・インデペンディエンテ・デル・バジェ
エスタディオ・インデペンディエンテ・デル・バジェ（スペイン語: Estadio Independiente del Valle）は、エクアドル・ピチンチャ県サンゴルキにあるサッカースタジアム。スポンサー名を冠してエスタディオ・バンコ・グアヤキル（スペイン語: Estadio Banco Guayaquil）と呼ばれる事も多い。インデペンディエンテ・デル・バジェのホームスタジアムである。

## 歴史
2019年10月にインデペンディエンテ・デル・バジェは新スタジアム計画を発表した。翌年10月に建設が始まり、2021年2月18日にスタジアム名にスポンサーのバンコ・グアヤキルの名を冠する事が発表された。
2021年3月20日のインデペンディエンテ・デル・バジェ対デルフィンSC戦が杮落しとなり、ロレンソ・ファラベーリの得点が初得点となった。その後6月に照明が導入された事によって、国際試合の主催が出来るようになった。